# Psittacanthus angustifolius
Psittacanthus angustifolius är en tvåhjärtbladig växtart som beskrevs av J. Kuijt. Psittacanthus angustifolius ingår i släktet Psittacanthus och familjen Loranthaceae. Inga underarter finns listade i Catalogue of Life.